# Acarichthys heckelii
Acarichthys heckelii es una especie de peces de la familia Cichlidae.

## Morfología
Los machos pueden llegar alcanzar los 13,4 cm de longitud total.

## Hábitat
Vive en zonas de clima tropical entre 23 °C - 26 °C  de temperatura.

## Distribución geográfica
Se encuentran en Sudamérica: cuencas del río Amazonas en Perú, Colombia y Brasil (incluyendo sectores de los ríos Putumayo, Trombetas,  Negro y  Xingu), del  Tocantins; del Capim; del  Branco (Brasil y Guayana) y del Esequibo en Guayana.